# Antistate
Antistate (fl. VI secolo a.C.) è stato un architetto greco antico, scelto da Pisistrato per costruire in Atene il famoso tempio di Giove Olimpio, che non fu ultimato a causa della cacciata dei Pisistratidi.
Lavorò assieme ad Antimachide, Callescro e Porino.